# 俞村镇
俞村镇，是中华人民共和国安徽省宣城市旌德县下辖的一个乡镇级行政单位。

## 行政区划
俞村镇下辖以下地区：
俞村、杨墅村、凫阳村、合锦村、芳岱村、仕川村和桥埠村。